# Fabio Ochoa Vásquez
Fabio Ochoa Vásquez (Medellín, Antioquia 2 de mayo de 1957) es un empresario y ganadero colombiano, que también fue narcotraficante, y miembro de alto nivel, del Cartel de Medellín, organización criminal que fundó junto a sus hermanos Jorge Luis y Juan David, en asocio con Pablo Escobar, de quien fueron sus principales aliados en dicha empresa criminal.
Recientemente, en 2024, recobró su libertad tras cumplir una pena de más de 20 años por narcotráfico, y otros delitos relativos, en una prisión de Estados Unidos, residiendo actualmente en la ciudad de Medellín.

## Biografía
Nació en el seno de una tradicional y adinerada familia antioqueña dedicada a la ganadería y la cría de caballos de paso fino, siendo hijo del matrimonio entre el reconocido caballista y ganadero Fabio Ochoa Restrepo y Margot Vásquez, así como hermano menor de Juan David y Jorge Luis, junto con quienes hizo parte como fundador, y miembro de alto nivel, del Cartel de Medellín.
Se trasladó a los Estados Unidos en los años 70 junto a sus hermanos, residiendo en Miami, Florida; fue estando allí que aprendió sobre el negocio del narcotráfico y desde ahí se asoció con sus hermanos, además de otros futuros grandes capos colombianos de la droga como Pablo Escobar, su hermano Roberto,  Gustavo Gaviria, Gonzalo Rodríguez Gacha y posteriormente Carlos Lehder, dando inicio al funcionamiento de dicha organización criminal, que pronto se convirtió en una importante acaparadora del mercado mundial del tráfico de drogas, poniéndola en la mira de las autoridades colombianas y estadounidenses.
Fue presuntamente implicado el 19 de febrero de 1986 en el asesinato de Barry Seal, que era un antiguo piloto para el Cartel de Medellín antes de que este estuviese de acuerdo para convertirse en informante de la DEA. En 1991 se entregó a la justicia, junto a sus hermanos, recibiendo los beneficios que otorgó el gobierno de Cesar Gaviria Trujillo. Fue recluido en la cárcel de Itagüí, y dejado en libertad en 1996 tras un acuerdo con la fiscalía.
Sin embargo, después de recobrar su libertad, Ochoa Vázquez continuó en sus actividades ilícitas y fue acusado de ser parte de una operación para transportar alrededor de 30 toneladas de cocaína en polvo por mes a los Estados Unidos entre 1997 y 1999. De acuerdo con las autoridades de México, Fabio Ochoa fraternizaba con algunos traficantes del Cártel del Milenio, que al parecer operaba en todo México. 
Fue capturado el 13 de octubre de 1999, en el marco de la Operación 'Milenio'; el 28 de agosto de 2001 el presidente Andrés Pastrana autorizó su extradición de Colombia a los Estados Unidos, la cual se llevó a cabo en septiembre de ese mismo año, y en 2003 fue condenado a permanecer 30 años en una prisión federal de Estados Unidos  por trata de personas, delincuencia, conspiración, tráfico y distribución de cocaína. Durante su reclusión desarrolló inventos relacionados con las energías renovables.
El 3 de diciembre de 2024, Fabio Ochoa cumplió su sentencia y fue puesto en libertad, tras haber cumplido su pena en Estados Unidos por tráfico de cocaína y otros delitos relativos al narcotráfico. Fue deportado a Colombia, a donde regresó el 23 de diciembre de 2024, tras pasar más de 23 años como recluso en el país norteamericano.

## En la cultura popular
Fue interpretado por Aldemar Correa y protagonizado como "Julio Motoa" en la serie Pablo Escobar, el patrón del mal.